# Danh sách nữ đại kiện tướng cờ vua

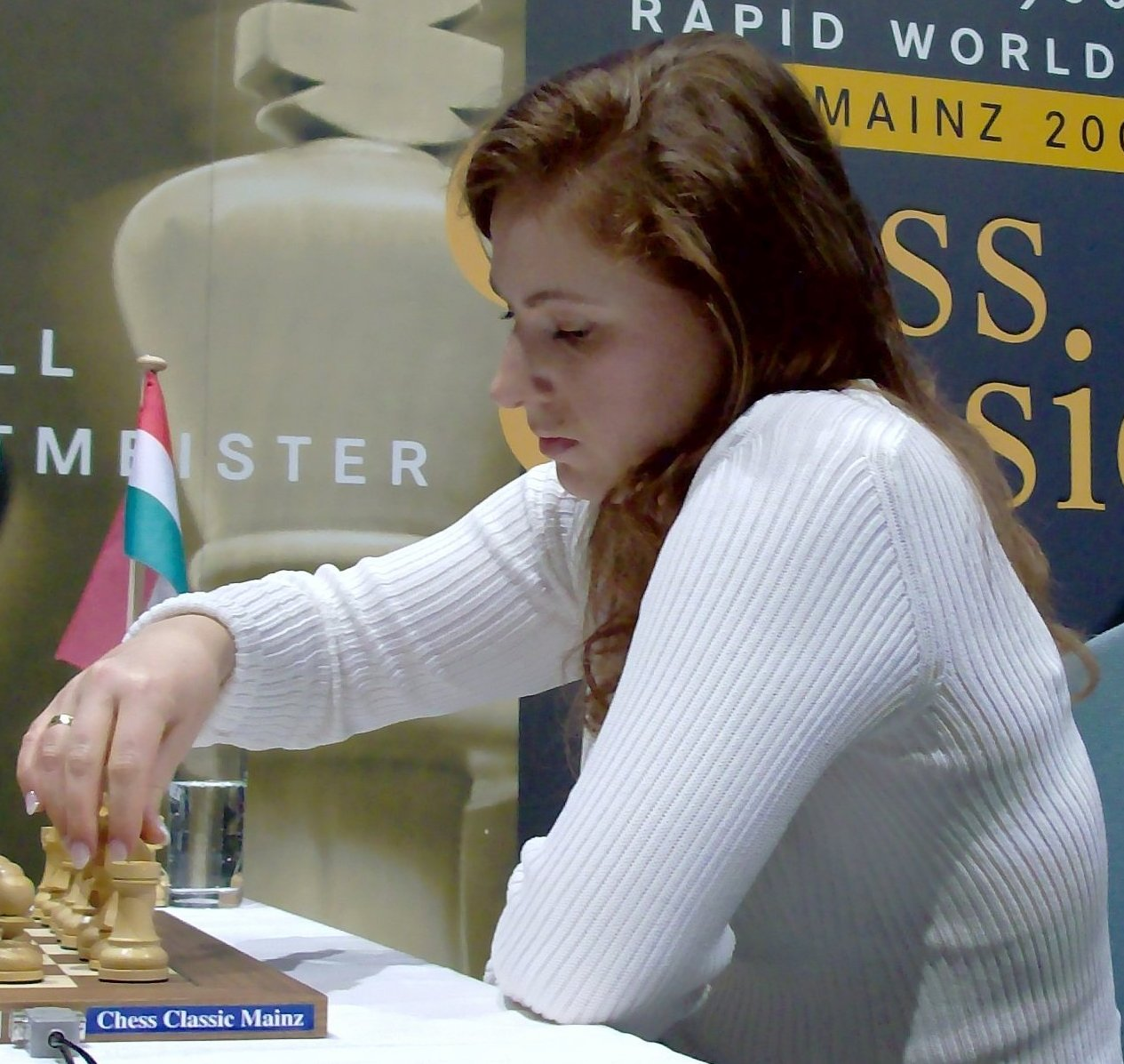
Judit Polgár, nữ kỳ thủ có hệ số cao nhất trong lịch sử, từng là kiện tướng trẻ nhất tính cả nam lẫn nữ.

Có 39 nữ kỳ thủ cờ vua đạt danh hiệu Đại kiện tướng (Grandmaster – GM), danh hiệu cao nhất do Liên đoàn cờ vua quốc tế (FIDE) trao tặng. Danh hiệu Đại kiện tướng được FIDE chính thức thiết lập năm 1950. Quy định hiện đại thường yêu cầu kỳ thủ phải có hệ số Elo tối thiểu 2500 và dành ba chuẩn GM giải đấu bao gồm chỉ số thi đấu cấp GM là 2600 để giành được danh hiệu, tuy vẫn có nhiều trường hợp ngoại lệ. Từ năm 1993, các kỳ thủ giành chức vô địch cờ vua nữ thế giới được trao trực tiếp danh hiệu Đại kiện tướng. Giống như tất cả các danh hiệu FIDE, Đại kiện tướng là danh hiệu trọn đời, không yêu cầu kỳ thủ duy trì phong độ hay phải tiếp tục thi đấu sau khi nhận.
Năm 1978, vận động viên cờ vua Xô viết Gruzia Nona Gaprindashvili là phụ nữ đầu tiên trở thành Đại kiện tướng. Chủ yếu do bà cũng là phụ nữ đầu tiên đạt chuẩn GM một năm trước đó. Năm 1991, Susan Polgár là phụ nữ đầu tiên đạt danh hiệu Đại kiện tướng thỏa mãn điều kiện 3 chuẩn dựa trên chỉ số thi đấu. Cuối năm đó, em gái bà Judit Polgár 15 tuổi trở thành đại kiện tướng trẻ nhất trong lịch sử cả nam lẫn nữ, phá kỷ lục trước đó của Bobby Fischer. Đến năm 2000 chỉ có 6 nữ đại kiện tướng và số lượng nữ chưa bao giờ vượt quá vài phần trăm tổng số các đại kiện tướng. Nhưng bước sang thế kỷ mới, số lượng phụ nữ đạt danh hiệu đã gia tăng vượt bậc. Sự tăng trưởng này giúp tổ chức các giải đấu vòng tròn chỉ dành cho nữ như FIDE Women's Grand Prix chủ yếu là các đại kiện tướng tham gia. Đồng thời, khi mà danh hiệu này không còn quá quan trọng trong việc chỉ thị đẳng cấp cao trong cờ vua nói chung, tính từ năm 2000 đến nay, Hầu Dật Phàm là nữ kỳ thủ duy nhất lọt vào 100 kỳ thủ hàng đầu, giống như Judit Polgár và Maia Chiburdanidze trước đó.
Tính đến năm 2022, tất cả nữ đại kiện tướng đều còn sống và phần lớn những nữ kỳ thủ nhận danh hiệu từ sau năm 2000 vẫn đang thi đấu. Trung Quốc và Nga có nhiều nữ đại kiện tướng nhất và 6 quốc gia có nhiều hơn một nữ đại kiện tướng. Gần như tất cả nữ đại kiện tướng đều đến từ châu Âu hoặc châu Á, chỉ có Irina Krush của Hoa Kỳ là người duy nhất đến từ châu lục khác. Kỷ lục nữ đại kiện tướng trẻ nhất của Judit Polgár đã bị Humpy Koneru lật đổ năm 2002, rồi tiếp tục bị xô ngã một lần nữa vào năm 2008 khi Hầu Dật Phàm nhận danh hiệu lúc mới 14 tuổi.

## Thông tin lịch sử

### Ra đời danh hiệu
Liên đoàn Cờ vua Quốc tế (FIDE) được thành lập vào năm 1924 với tư cách là cơ quan quản lý các môn cờ vua thi đấu. Khi ấy, thuật ngữ "grandmaster" đã được dùng một cách không chính thức để mô tả các kỳ thủ hàng đầu thế giới tính từ giải cờ vua Ostend 1907 khi tất cả những người tham dự đều đã thắng các giải quốc tế trước đó. Không liên quan đến FIDE, Liên Xô cũng phong tặng danh hiệu Đại kiện tướng của riêng mình ngay từ năm 1927. Thuật ngữ này tiếp tục được dùng không chính thức cho đến năm 1950 khi FIDE chính thức trao danh hiệu Đại kiện tướng (GM) cho 27 vận động viên hàng đầu thế giới vẫn còn sống đến thời điểm đó, trong số này không có ai là phụ nữ. Nữ kỳ thủ Vera Menchik thường xuyên thi đấu với các nam kỳ thủ cao cấp, đồng thời là Nhà vô địch thế giới nữ duy nhất trước năm đó, nhưng bà đã bị giết trong Chiến tranh thế giới thứ hai nên không thuộc diện bình xét.
Năm 1953, FIDE lần đầu đề ra các tiêu chí chính thức cho danh hiệu Đại kiện tướng. Các tiêu chí này bao gồm ý tưởng tiền thân cho khái niệm "chuẩn" hiện đại về yêu cầu phụ thuộc vào điểm số kỳ thủ dành được trong một số giải đấu cá nhân với tỷ lệ tham gia nhất định của kỳ thủ đã có danh hiệu. Năm 1970, khi lần đầu áp dụng hệ số Elo, FIDE điều chỉnh các tiêu chí này thành chuẩn GM (khi ấy gọi là kết quả GM) tính đến hệ số trung bình kỳ thủ tham gia giải đấu. Nhanh nhất là năm 1977, FIDE mới bổ sung yêu cầu rằng kỳ thủ phải có Elo 2450, ngưỡng này về sau nâng lên 2500. Chuẩn GM hiện đại còn yêu cầu chỉ số thi đấu 2600 tính dựa trên điểm người chơi, nhưng phụ thuộc vào hệ số trung bình các đối thủ chứ không phải toàn bộ người chơi trong giải đấu.

### Nữ đại kiện tướng thời đầu

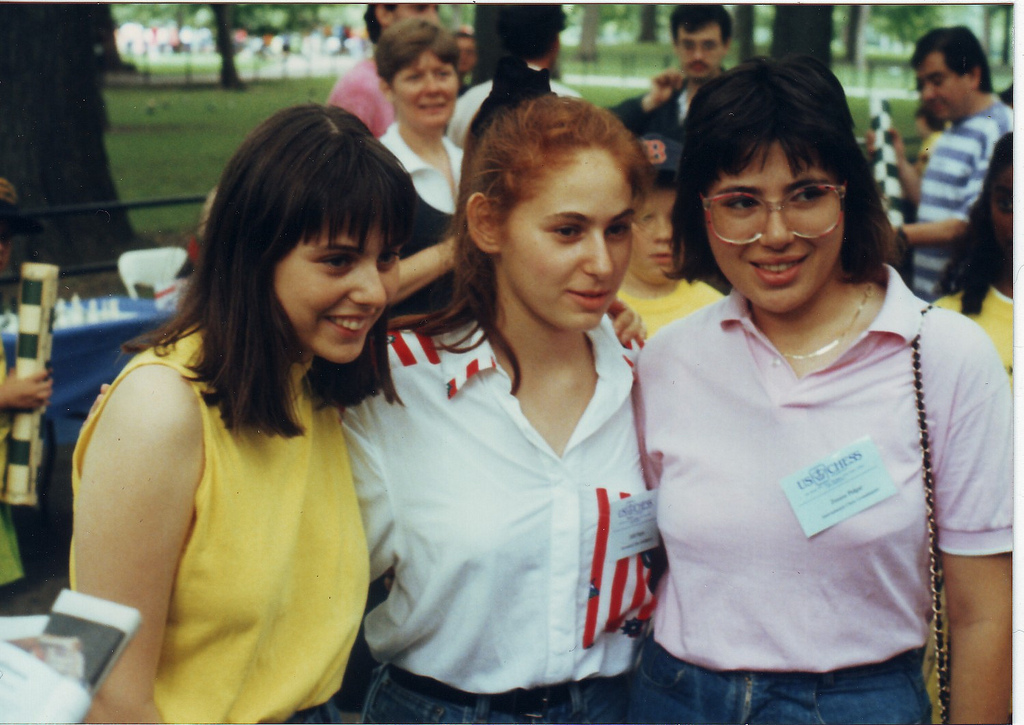
Chị em nhà Polgár (ảnh năm 1988) đều đạt chuẩn GM trước 20 tuổi. Susan (phải) và Judit (giữa) đều trở thành đại kiện tướng.

Bắt đầu từ thập niên 1960, Nona Gaprindashvili là phụ nữ đầu tiên kể từ Menchik được thi đấu với các kỳ thủ nam cao cấp. Sau khoảng 15 năm giữ danh hiệu vô địch thế giới nữ, tại Lone Pine International 1977, bà là phụ nữ đầu tiên đạt chuẩn GM. Gaprindashvili đạt chỉ số thi đấu 2647 và giành được 6½/9 điểm đồng hạng nhất với 3 người khác, gồm các Đại kiện tướng Yuri Sergeyevich Balashov  và Oscar Panno. Năm 1978, bà hụt chuẩn GM thứ nhì khi chỉ thiếu ½ điểm. FIDE vẫn quyết định trao danh hiệu Đại kiện tướng trong hoàn cảnh nhiều thay đổi về quy tắc có thể khiến bà khó đạt được danh hiệu này về sau hơn. Năm 1978, đồng hương Gaprindashvili là Maia Chiburdanidze kế nhiệm chức vô địch thế giới nữ và trở thành phụ nữ thứ hai giành được danh hiệu Đại kiện tướng năm 1984 nhờ 3 lần thắng trận Giải vô địch thế giới. Sau đó, bà cũng là phụ nữ đầu tiên lọt danh sách 100 kỳ thủ hàng đầu, đứng thứ 43 năm 1988.
Theo sau hai nữ Đại kiện tướng đầu tiên đến từ Gruzia, chị em nhà Polgár đã chấm dứt sự thống trị kéo dài bốn thập kỷ của Liên Xô đối với cờ vua nữ khi cả ba chị em giúp Hungary giành huy chương vàng tại Olympic cờ vua lần thứ 28 năm 1988. Susan Polgar trở thành nữ kỳ thủ hệ số cao nhất năm 1984 ở tuổi 15. Trong khoảng thời gian từ năm 1988 đến năm 1989, cả ba chị em Susan, Sofia và Judit Polgár đều giành được chuẩn GM đầu tiên khi còn là thiếu niên trong các giải đấu mở rộng lần lượt ở Royan, Roma và Amsterdam, Đặc biệt gây chú ý là chỉ số thi đấu rất cao 2900 của Sofia, cao hơn nhiều so với chuẩn yêu cầu. Judit cũng lọt vào 100 kỳ thủ hàng đầu năm 1989 khi mới 12 tuổi, rồi đứng thứ 8 thế giới năm 2003. Năm 1991, cả Susan và Judit đều đạt được danh hiệu Đại kiện tướng. Susan là nữ đại kiện tướng thứ ba và là phụ nữ đầu tiên giành danh hiệu theo 3 chuẩn GM thông thường và hệ số đáp ứng. Judit đạt chuẩn GM khi chiến thắng Giải vô địch cờ vua Hungary mở rộng để trở thành nữ đại kiện tướng thứ tư. Mới 15 tuổi 5 tháng, bà cũng trở thành đại kiện tướng trẻ nhất trong lịch sử, phá kỷ lục trước đó của Bobby Fischer từ năm 1958 là 15 năm 6 tháng. Kỷ lục cả nam lẫn nữ này được giữ trong hơn hai năm. Pia Cramling và Tạ Quân giành được danh hiệu Đại kiện tướng vài năm sau đó, đồng thời là hai nữ kỳ thủ cuối cùng được phong tặng trong thế kỷ 20. Tạ Quân là nữ đại kiện tướng đầu tiên ở bên ngoài châu Âu và cũng là đại kiện tướng thứ hai đến từ Trung Quốc tính cả nam lẫn nữ.

### Thế kỷ 21

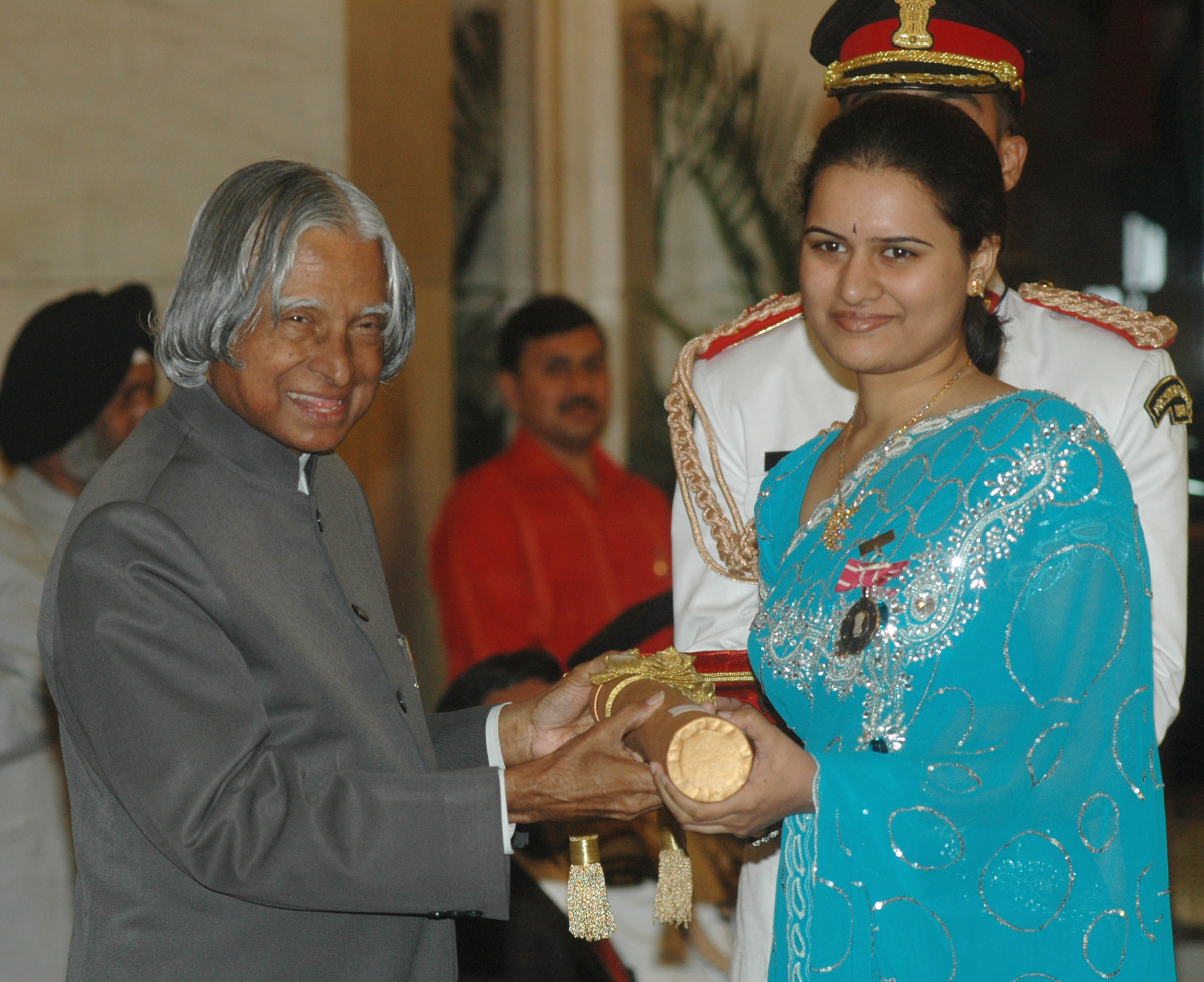
Humpy Koneru (phải) phá kỷ lục của Judit Polgár để trở thành nữ đại kiện tướng trẻ nhất vào năm 2002, kỷ lục được duy trì đến năm 2008

Sau hơn sáu năm không có thêm nữ đại kiện tướng nào khác, sang đến thế kỷ 21 chứng kiến một số lượng lớn hơn nhiều đạt danh hiệu này. Bắt đầu với Chư Thần (諸宸) năm 2001, trong hai thập kỷ tiếp theo hiếm có năm nào mà không có thêm một nữ đại kiện tướng mới. Kỷ lục nữ đại kiện tướng trẻ nhất của Judit Polgár kéo dài hơn một thập kỷ cho đến khi bị Humpy Koneru phá vỡ vào năm 2002 khi mới 15 tuổi 1 tháng. Tiếp theo, Hầu Dật Phàm trở thành nữ đại kiện tướng trẻ nhất vào năm 2008 khi mới 14 tuổi 5 tháng. Năm 2014, Hầu Dật Phàm lọt vào 100 kỳ thủ hàng đầu và đứng thứ 55 một năm sau đó. Khoảng năm 2003, FIDE thay đổi quy định và bắt đầu trao danh hiệu Đại kiện tướng cho các kỳ thủ giành chức Vô địch Thế giới Nữ (nếu người đó chưa đạt). Bốn nữ kỳ thủ đã trở thành đại kiện tướng theo cách này, gần đây nhất là Đàm Trung Di năm 2017. Có thêm các cặp chị em đạt danh hiệu Đại kiện tướng giống như Susan và Judit Polgár, đó là nhà Kosintseva Tatiana và Nadezhda, cũng như nhà Muzychuk Anna và Mariya. Irina Krush là nữ kỳ thủ đầu tiên bên ngoài châu Âu và châu Á được trao danh hiệu này vào năm 2013.
Khi số lượng các nữ đại kiện tướng gia tăng, có thể tổ chức các giải đấu vòng tròn chỉ dành cho nữ với sự góp mặt của hầu hết là đại kiện tướng. Có thể kể đến như FIDE Women's Grand Prix từ năm 2009 và Cúp Cairns bắt đầu năm 2019. Chín trên mười kỳ thủ tham dự Cúp Cairns 2020 đều là đại kiện tướng. Khi giải Ứng viên (Candidates tournament) được phục hồi năm 2019 để chọn người thách thức Giải vô địch thế giới tiếp theo, tất cả kỳ thủ đều là đại kiện tướng có hệ số trên 2500. Trong khi tiếp tục có nhiều nữ đại kiện tướng hơn, tốc độ phụ nữ mới đạt được danh hiệu này đạt đỉnh trước thập niên 2010 ít lâu. Vì tổng số từ khoảng 300 năm 1990 tăng lên hơn 1.700 năm 2020, nên tỷ lệ nữ giới vẫn chỉ chiếm không quá vài phần trăm đại kiện tướng nói chung. Đến năm 2022, đã có tổng cộng 39 nữ đại kiện tướng.

## Yêu cầu danh hiệu

### Quy định (2022 – nay)
Tính đến năm 2022, các yêu cầu hiện đại yêu cầu hệ số Elo tối thiểu 2500 và đạt 3 chuẩn GM thi đấu, tuy vẫn có ngoại lệ.
FIDE xếp hạng kỳ thủ theo hệ số FIDE chính thức được công bố mỗi tháng. Xếp hạng này được xác định bằng cách dùng hệ thống hệ số Elo áp dụng lần đầu vào năm 1970. Hệ số phụ thuộc vào kết quả các trận thi đấu cá nhân tại những giải đấu có xếp hạng của FIDE. Với kỳ thủ trên 2400 trước đó, khi đấu với đối thủ có cùng hệ số thì sẽ nhận thêm 5 nếu thắng, 0 nếu hòa và -5 nếu thua. Các giá trị này tăng nếu đối thủ có hệ số cao hơn và ngược lại. Kỳ thủ có thể nhận thêm hoặc mất không quá 10 điểm hệ số cho một trận thắng hoặc thua tương ứng, với trận hòa thì giá trị tăng giảm không quá 5 điểm hệ số. Dù hệ số FIDE chỉ được công bố vào đầu mỗi tháng, chỉ số cần có cho danh hiệu Đại kiện tướng là 2500 có thể đạt được vào giữa kỳ hoặc thậm chí là giữa giải đấu.
"Chuẩn" là thành tích thi đấu cấp độ danh hiệu trong giải đấu có tính hệ số FIDE. Kỳ thủ cần có chỉ số thi đấu tối thiểu 2600 để đạt chuẩn GM tại giải. Chỉ số thi đấu phụ thuộc vào điểm thu được và hệ số trung bình các đối thủ. Điểm kỳ thủ được chuyển thành chênh lệch hệ số theo bảng giá trị chuyển đổi đã công bố, chênh lệch hệ số cũng được thêm vào hệ số trung bình đối thủ để tính chỉ số thi đấu. Ví dụ: để đạt chuẩn GM trong giải đấu 9 ván, kỳ thủ cần giành được 7/9 điểm trước đối thủ có hệ số 2380, 6½/9 điểm trước đối thủ hệ số 2434 hoặc 4½/9 khi hệ số đối thủ là 2600. Hơn nữa, còn có các yêu cầu khác như 1/3 đối thủ cũng phải là đại kiện tướng. Mặc dù kỳ thủ thường phải đạt 3 chuẩn GM, nhưng yêu cầu chính xác là phải chơi được 27 trận trong 3 chuẩn đó. Vì vậy, kỳ thủ có thể cần thêm 1 chuẩn nữa nếu giải đấu lại ít hơn 9 ván thông thường.
Nếu thu được kết quả nhất định tại một số giải đấu cụ thể, kỳ thủ đã thỏa mãn yêu cầu này hoặc thậm chí được trao danh hiệu luôn. Đối với những nữ kỳ thủ chưa có danh hiệu thì yêu cầu dễ thấy nhất là cứ chiến thắng Giải vô địch Thế giới Nữ là sẽ trở thành Đại kiện tướng. Á quân của giải cũng nhận 1 chuẩn GM.

### Quy định trước đây

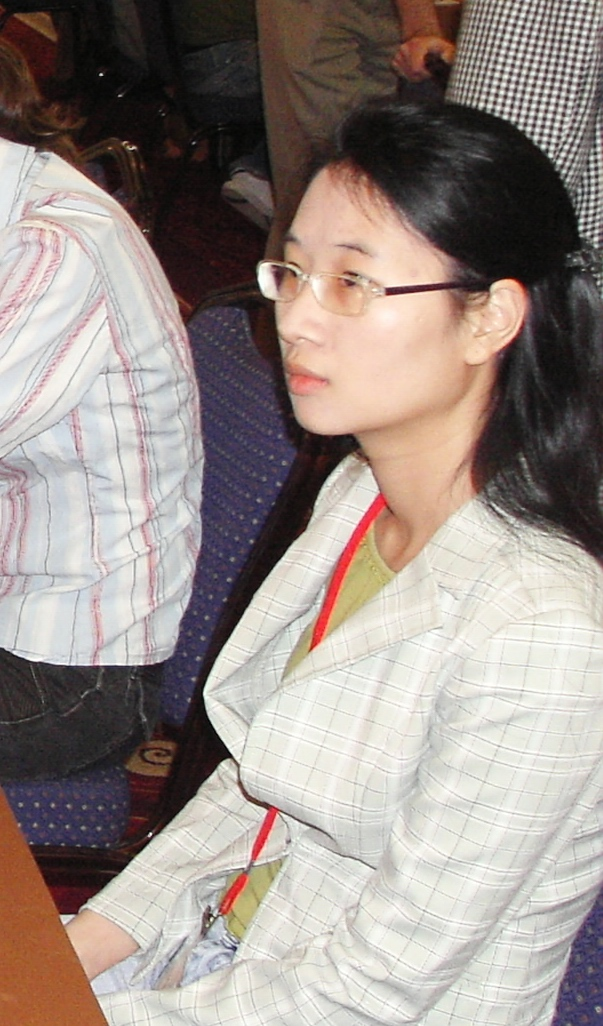
Hoàng Thanh Trang, nữ đại kiện tướng Hungary gốc Việt

Trước đây, không phải chiến thắng Giải vô địch Thế giới Nữ lúc nào cũng mang lại danh hiệu đại kiện tướng cho nhà vô địch. Vào khoảng thời gian Maia Chiburdanidze là nhà vô địch thế giới, mỗi danh hiệu vô địch chỉ mang lại một chuẩn GM và nữ kỳ thủ cần 3 chiến thắng này hoặc các chuẩn khác để trở thành đại kiện tướng. Còn vào thời Tạ Quân thống trị làng cờ vua nữ thế giới, chỉ cần hai lần vô địch là được. Bắt đầu từ năm 1993, yêu cầu rút xuống đơn giản thành chỉ cần vô địch thế giới là nghiễm nhiên trở thành đại kiện tướng.
Trong quá khứ, FIDE từng tính chuẩn cho Olympiad Cờ vua và các giải vô địch châu lục là "chuẩn nhân đôi" trên 20 ván đấu. Do đó, nếu đạt chuẩn tại Olympic cờ vua nữ hoặc Giải vô địch cờ vua cá nhân nữ châu Âu (European Individual Women's Chess Championship – EWCC), nữ kỳ thủ chỉ cần giành thêm 1 chuẩn nữa cộng với thỏa mãn hệ số tối thiểu để được trao danh hiệu đại kiện tướng. Quy định dành cho thi đấu Olympic này được khởi xướng năm 2005 và kết thúc năm 2017, còn quy định với các giải vô địch châu lục cũng hết giá trị vào năm 2014. Từ năm 2003 đến 2005, với chỉ số thi đấu 2600 coi là một chuẩn GM điển hình trên tối thiểu 12 trận tại giải vô địch châu lục, nữ kỳ thủ được trao trực tiếp danh hiệu đại kiện tướng.

## Từ khóa
| Đề mục        | Diễn giải |
| ------------- | --- |
| Họ tên        | Họ tên kỳ thủ |
| Liên đoàn     | Liên đoàn quốc gia hiện thời của kỳ thủ tính đến tháng 3 năm 2022. Liên đoàn quốc gia trước đây được đề cập trong ghi chú.                                                           |
| Ngày sinh     | Ngày sinh kỳ thủ |
| Tuổi          | Tuổi kỳ thủ hiện thời |
| Năm trao tặng | Năm mà FIDE trao tặng danh hiệu đại kiện tướng cho kỳ thủ |
| Thời điểm đạt | Thời điểm đạt yêu cầu cuối cùng để dành danh hiệu. Những trao thưởng trực tiếp (không cần thỏa mãn hết yêu cầu) được đề cập trong ghi chú. Những trường hợp chưa rõ được in nghiêng. |
| Tuổi đạt      | Tuổi kỳ thủ khi đạt danh hiệu |
| Hệ số đỉnh    | Hệ số cao nhất của kỳ thủ mà FIDE đã công bố trong sự nghiệp thi đấu tính đến tháng 3 năm 2022, tham khảo từ hồ sơ FIDE của kỳ thủ                                                   |
| WWC           | Năm đầu và năm cuối kỳ thủ ở ngôi vị Giải vô địch Thế giới Nữ (Women's World Champion – WWC). Nếu nhiều giai đoạn sẽ được đề cập trong ghi chú.                                      |
| Đề nghị       | Đề nghị danh hiệu (Title Application) của kỳ thủ, liên kết chữ viết tắt tên họ ghi trong văn bản với văn bản chính thức.                                                             |
| Tham khảo     | Các tham khảo bổ sung cho đề nghị danh hiệu GM |

## Danh sách
| ° | Kỳ thủ còn thi đấu (tính đến tháng 3 năm 2022) |

| Họ tên                   | Liên đoàn  | Ngày sinh            | Tuổi | Năm trao tặng | Thời điểm đạt     | Tuổi đạt | Hệ số đỉnh | WWC     | WWC      | Đề nghị | Tham khảo            |
| Họ tên                   | Liên đoàn  | Ngày sinh            | Tuổi | Năm trao tặng | Thời điểm đạt     | Tuổi đạt | Hệ số đỉnh | Bắt đầu | Kết thúc | Đề nghị | Tham khảo            |
| ------------------------ | ---------- | -------------------- | ---- | ------------- | ----------------- | -------- | ---------- | ------- | -------- | ------- | -------------------- |
| Nona Gaprindashvili      | Gruzia     | 3 tháng 5 năm 1941   | 84   | 1978          | tháng 11 năm 1978 | 37       | 2495       | 1962    | 1978     |         | [ 11 ] [ 56 ]        |
| Maia Chiburdanidze       | Gruzia     | 17 tháng 1 năm 1961  | 64   | 1984          | tháng 10 năm 1984 | 23       | 2560       | 1978    | 1991     |         | [ 57 ]               |
| Susan Polgár             | Hungary    | 19 tháng 4 năm 1969  | 56   | 1991          | tháng 1 năm 1991  | 21       | 2577       | 1996    | 1999     |         | [ 24 ] [ 60 ] [ 61 ] |
| Judit Polgár             | Hungary    | 23 tháng 7 năm 1976  | 48   | 1992          | tháng 12 năm 1991 | 15       | 2735       | N/A     | N/A      |         | [ 25 ] [ 62 ]        |
| Pia Cramling°            | Thụy Điển  | 23 tháng 4 năm 1963  | 62   | 1992          | tháng 2 năm 1992  | 28       | 2550       | N/A     | N/A      |         | [ 28 ] [ 63 ]        |
| Tạ Quân                  | Trung Quốc | 30 tháng 10 năm 1970 | 54   | 1994          | tháng 12 năm 1993 | 23       | 2574       | 1991    | 2001     |         | [ 12 ] [ 64 ]        |
| Chư Thần                 | Qatar      | 16 tháng 3 năm 1976  | 49   | 2001          | 2001              | 25       | 2548       | 2001    | 2004     |         | [ 67 ]               |
| Humpy Koneru             | Ấn Độ      | 31 tháng 3 năm 1987  | 38   | 2002          | tháng 5 năm 2002  | 15       | 2623       | N/A     | N/A      |         | [ 25 ] [ 68 ]        |
| Antoaneta Stefanova°     | Bulgaria   | 19 tháng 4 năm 1979  | 46   | 2002          | tháng 6 năm 2002  | 23       | 2560       | 2004    | 2006     |         | [ 69 ]               |
| Alexandra Kosteniuk°     | Nga        | 23 tháng 4 năm 1984  | 41   | 2004          | tháng 4 năm 2004  | 19       | 2561       | 2008    | 2010     | AK      | [ 70 ]               |
| Bành Triệu Cần°          | Hà Lan     | 8 tháng 5 năm 1968   | 57   | 2004          | tháng 4 năm 2004  | 35       | 2472       | N/A     | N/A      |         | [ 72 ]               |
| Hứa Dục Hoa              | Trung Quốc | 29 tháng 10 năm 1976 | 48   | 2007          | tháng 3 năm 2006  | 29       | 2517       | 2006    | 2008     |         | [ 33 ]               |
| Hoàng Thanh Trang°       | Hungary    | 25 tháng 4 năm 1980  | 45   | 2007          | tháng 6 năm 2006  | 26       | 2511       | N/A     | N/A      | HTT     |                      |
| Kateryna Lagno°          | Nga        | 27 tháng 12 năm 1989 | 35   | 2007          | tháng 8 năm 2006  | 16       | 2560       | N/A     | N/A      | KL      | [ 25 ]               |
| Triệu Tuyết              | Trung Quốc | 6 tháng 4 năm 1985   | 40   | 2008          | tháng 7 năm 2007  | 23       | 2579       | N/A     | N/A      | ZX      |                      |
| Marie Sebag°             | Pháp       | 15 tháng 10 năm 1986 | 38   | 2008          | tháng 5 năm 2008  | 21       | 2537       | N/A     | N/A      | MS      | [ 74 ]               |
| Monika Soćko°            | Ba Lan     | 24 tháng 3 năm 1978  | 47   | 2008          | tháng 5 năm 2008  | 30       | 2505       | N/A     | N/A      | MS      |                      |
| Hầu Dật Phàm°            | Trung Quốc | 27 tháng 2 năm 1994  | 31   | 2008          | tháng 8 năm 2008  | 14       | 2686       | 2010    | 2017     | HY      | [ 25 ]               |
| Nana Dzagnidze°          | Gruzia     | 1 tháng 1 năm 1987   | 38   | 2008          | tháng 9 năm 2008  | 21       | 2573       | N/A     | N/A      | ND      |                      |
| Ketevan Arakhamia-Grant° | Scotland   | 19 tháng 7 năm 1968  | 56   | 2009          | tháng 11 năm 2008 | 40       | 2506       | N/A     | N/A      | KAG     | [ 77 ]               |
| Tatiana Kosintseva       | Nga        | 11 tháng 4 năm 1986  | 39   | 2009          | tháng 2 năm 2009  | 22       | 2581       | N/A     | N/A      | TK      |                      |
| Natalia Zhukova°         | Ukraina    | 5 tháng 6 năm 1979   | 46   | 2010          | tháng 3 năm 2010  | 30       | 2499       | N/A     | N/A      | NZ      |                      |
| Viktorija Čmilytė        | Litva      | 6 tháng 8 năm 1983   | 41   | 2010          | tháng 3 năm 2010  | 26       | 2542       | N/A     | N/A      | VC      |                      |
| Elina Danielian°         | Armenia    | 16 tháng 8 năm 1978  | 46   | 2010          | tháng 8 năm 2010  | 31       | 2521       | N/A     | N/A      | ED      |                      |
| Nadezhda Kosintseva      | Nga        | 14 tháng 1 năm 1985  | 40   | 2011          | tháng 2 năm 2011  | 26       | 2576       | N/A     | N/A      | NK      | [ 79 ]               |
| Harika Dronavalli°       | Ấn Độ      | 12 tháng 1 năm 1991  | 34   | 2011          | tháng 7 năm 2011  | 20       | 2543       | N/A     | N/A      | HD      | [ 80 ]               |
| Cư Văn Quân°             | Trung Quốc | 31 tháng 1 năm 1991  | 34   | 2014          | tháng 10 năm 2011 | 20       | 2604       | 2018    | tại vị   | JW      | [ 81 ]               |
| Anna Muzychuk°           | Ukraina    | 28 tháng 2 năm 1990  | 35   | 2012          | tháng 11 năm 2011 | 21       | 2606       | N/A     | N/A      | AM      |                      |
| Anna Ushenina°           | Ukraina    | 30 tháng 8 năm 1985  | 39   | 2012          | tháng 12 năm 2012 | 27       | 2502       | 2012    | 2013     |         | [ 34 ] [ 83 ]        |
| Valentina Gunina°        | Nga        | 4 tháng 2 năm 1989   | 36   | 2013          | tháng 1 năm 2013  | 23       | 2548       | N/A     | N/A      | VG      |                      |
| Bela Khotenashvili°      | Gruzia     | 1 tháng 6 năm 1988   | 37   | 2013          | tháng 5 năm 2013  | 24       | 2531       | N/A     | N/A      | BK      | [ 84 ] [ 85 ]        |
| Irina Krush°             | Hoa Kỳ     | 24 tháng 12 năm 1983 | 41   | 2013          | tháng 9 năm 2013  | 29       | 2502       | N/A     | N/A      | IK      | [ 37 ]               |
| Mariya Muzychuk°         | Ukraina    | 21 tháng 9 năm 1992  | 32   | 2015          | tháng 4 năm 2015  | 22       | 2563       | 2015    | 2016     |         | [ 35 ] [ 86 ]        |
| Lôi Đĩnh Tiệp°           | Trung Quốc | 3 tháng 3 năm 1997   | 28   | 2017          | tháng 12 năm 2016 | 19       | 2545       | N/A     | N/A      | LT      | [ 25 ]               |
| Đàm Trung Di°            | Trung Quốc | 29 tháng 5 năm 1991  | 34   | 2017          | tháng 3 năm 2017  | 25       | 2530       | 2017    | 2018     |         | [ 87 ]               |
| Nino Batsiashvili°       | Gruzia     | 1 tháng 1 năm 1987   | 38   | 2018          | tháng 1 năm 2018  | 31       | 2528       | N/A     | N/A      | NB      | [ 88 ]               |
| Aleksandra Goryachkina°  | Nga        | 28 tháng 9 năm 1998  | 26   | 2018          | tháng 2 năm 2018  | 19       | 2611       | N/A     | N/A      | AG      | [ 25 ]               |
| Olga Girya°              | Nga        | 4 tháng 6 năm 1991   | 34   | 2021          | tháng 3 năm 2021  | 29       | 2505       | N/A     | N/A      | OG      | [ 89 ]               |
| Zhansaya Abdumalik°      | Kazakhstan | 12 tháng 1 năm 2000  | 25   | 2021          | tháng 5 năm 2021  | 21       | 2507       | N/A     | N/A      | ZA      | [ 90 ]               |

Chuyển liên đoàn:
1. ↑  Gaprindashvili: Liên Xô → Gruzia (1992);[55] nhận danh hiệu Đại kiện tướng khi thi đấu cho Liên đoàn Liên Xô
2. ↑  Chiburdanidze: Liên Xô → Gruzia (1992);[14] nhận danh hiệu Đại kiện tướng khi thi đấu cho Liên đoàn Liên Xô
3. ↑  S. Polgar: Hungary → Hoa Kỳ (2002),[58] Hoa Kỳ → Hungary (2019)[59]
4. ↑  Chư Thần: Trung Quốc → Qatar (2006);[65] nhận danh hiệu Đại kiện tướng khi thi đấu cho Liên đoàn Trung Quốc
5. ↑  Bành Triệu Cần: Trung Quốc → Hà Lan (1996)[71]
6. ↑  Hoàng Thanh Trang: Việt Nam → Hungary (2006)[65]
7. ↑  Lagno: Ukraina → Nga (2014);[73] nhận danh hiệu Đại kiện tướng khi thi đấu cho Liên đoàn Ukraina
8. ↑  Arakhamia-Grant: Liên Xô → Gruzia (1992),[75] Gruzia → Scotland (2008)[76]
9. ↑  Danielian: Liên Xô → Armenia (1992)[78]
10. ↑  A. Muzychuk: Ukraina → Slovenia (2004),[82] Slovenia → Ukraina (2014);[73] nhận danh hiệu Đại kiện tướng khi thi đấu cho Liên đoàn Slovenia

Trao danh hiệu trực tiếp:
1. ↑  Gaprindashvili: quyết định của FIDE
2. ↑  Tạ Quân: vô địch WWC
3. ↑  Kosteniuk: thi đấu chuẩn GM hơn 12 trận tại giải EWCC
4. ↑  Bành Triệu Cần: thi đấu chuẩn GM hơn 12 trận tại giải EWCC
5. ↑  Hứa Dục Hoa: vô địch WWC
6. ↑  Ushenina: vô địch WWC
7. ↑  M. Muzychuk: vô địch WWC
8. ↑  Đàm Trung Di: vô địch WWC

Vô địch thế giới nhiều giai đoạn:
1. ↑  Tạ Quân: 1991–1996, 1999–2001
2. ↑  Hầu Dật Phàm: 2010–2012, 2013–2015, 2016–2017

### Theo năm
Biểu đồ biểu thị tổng số nữ đại kiện tướng theo năm dựa trên thời điểm đạt danh hiệu.

### Theo tuổi đạt danh hiệu
Biểu đồ biểu thị số lượng tích lũy nữ đại kiện tướng theo độ tuổi dựa trên thời điểm đạt danh hiệu.

### Theo quốc gia
Bảng liệt kê số lượng nữ đại kiện tướng còn đang thi đấu từ mỗi liên đoàn quốc gia, cũng như số lượng tất cả các nữ đại kiện tướng theo liên đoàn hiện thời, theo liên đoàn vào thời điểm đạt danh hiệu, và tổng số tổng thể. Số đại kiện tướng còn "đang hoạt động" (còn thi đấu) và số lượng "hiện thời" là tính đến tháng 3 năm 2022.
| Liên đoàn  | Đang hoạt động | Hiện thời | Thời điểm trao | Tổng thể |
| ---------- | -------------- | --------- | -------------- | -------- |
| Nga        | 5              | 7         | 6              | 7        |
| Trung Quốc | 4              | 7         | 8              | 9        |
| Ukraina    | 4              | 4         | 4              | 5        |
| Gruzia     | 3              | 5         | 3              | 6        |
| Hungary    | 1              | 3         | 3              | 3        |
| Ấn Độ      | 1              | 2         | 2              | 2        |
| Hoa Kỳ     | 1              | 1         | 1              | 2        |
| Armenia    | 1              | 1         | 1              | 1        |
| Bulgaria   | 1              | 1         | 1              | 1        |
| Pháp       | 1              | 1         | 1              | 1        |
| Kazakhstan | 1              | 1         | 1              | 1        |
| Hà Lan     | 1              | 1         | 1              | 1        |
| Ba Lan     | 1              | 1         | 1              | 1        |
| Scotland   | 1              | 1         | 1              | 1        |
| Thụy Điển  | 1              | 1         | 1              | 1        |
| Litva      | 0              | 1         | 1              | 1        |
| Qatar      | 0              | 1         | 0              | 1        |
| Liên Xô    | 0              | 0         | 2              | 4        |
| Slovenia   | 0              | 0         | 1              | 1        |
| Việt Nam   | 0              | 0         | 0              | 1        |
| Tổng cộng  | 27             | 39        | 39             | –        |

### Sách
- Cafferty, Bernard; Taimanov, Mark (1998). The Soviet Championships [Những nhà vô địch Xô Viết] (bằng tiếng Anh) (ấn bản thứ 1). London: Cadogan Books. ISBN 978-1-85744-201-4.
- Di Felice, Gino (2018). Chess International Titleholders, 1950–2016 [Những người giữ danh hiệu cờ vua quốc tế] (bằng tiếng Anh). Jefferson, North Carolina: McFarland. ISBN 978-1-4766-3361-9.
- Graham, John (1987). Women in Chess: Players of the Modern Age [Phụ nữ chơi cờ vua: Kỳ thủ thời hiện đại] (bằng tiếng Anh). Jefferson, North Carolina: McFarland. ISBN 978-0-89950-232-8.
- Harkness, Kenneth (1956). The Official Blue Book and Encyclopedia of Chess [Sách xanh và Bách khoa toàn thư cờ vua chính thức] (bằng tiếng Anh). New York: David McKay Company. LCCN 56014153. OCLC 1578704.
- Keene, Raymond; Levy, David (1970). Siegen Chess Olympiad [Olympic Cờ vua Siegen] (bằng tiếng Anh) (ấn bản thứ 1). Sutton Coldfield: Chess Ltd. LCCN 72940860. OCLC 251568420.
- O'Connell, Kevin, biên tập (1977). Batsford's FIDE Chess Yearbook 1976/7 [Niên giám cờ vua FIDE 1976/7 của Batsford] (bằng tiếng Anh). London: Batsford. ISBN 978-0-7091-4697-1.
- Polgár, Judit (2012). Judit Polgar – How I Beat Fischer's Record [Judit Polgár - Tôi đã phá vỡ kỷ lục của Fischer như thế nào] (bằng tiếng Anh). Glasgow: Quality Chess. ISBN 978-1-907982-19-4.
- Shahade, Jennifer (2022). Chess Queens: The True Story of a Chess Champion and the Greatest Female Players of All Time [Nữ hoàng cờ vua: Chuyện thật về nhà vô địch cờ vua và những nữ kỳ thủ vĩ đại nhất mọi thời đại] (bằng tiếng Anh). London: Hodder & Stoughton. ISBN 978-1-3997-0137-2.
- Sunnucks, Anne (1970). The Encyclopaedia of Chess [Bách khoa toàn thư cờ vua] (bằng tiếng Anh). New York: St. Martins Press. ISBN 978-0-7091-4697-1.
- Tanner, Robert (2016). Vera Menchik: A Biography of the First Women's World Chess Champion, with 350 Games [Vera Menchik: Tiểu sử nhà vô địch cờ vua thế giới nữ đầu tiên, với 350 trận đấu] (bằng tiếng Anh). Jefferson, North Carolina: McFarland. ISBN 978-0-7864-9602-0.
- Xie, Jun (1998). Chess Champion from China: The Life and Games of Xie Jun [Nhà vô địch cờ vua từ Trung Quốc: Cuộc đời và những ván đấu của Tạ Quân] (bằng tiếng Anh). London: Gambit Publications. ISBN 978-1-901983-06-7.